# Juan Manuel Basurco
Juan Manuel Basurco Ulacia [seu sobrenome é muitas vezes escrito como Bazurco, Basurko, ou ainda Bazurko] (Mutriku, 22 de janeiro de 1944 — San Sebastián, 20 de março de 2014) foi um padre católico e futebolista profissional espanhol que jogava como atacante.
Apesar de não ter realizado uma carreira esportiva particularmente marcante em termos objetivos, alcançou notável notoriedade no Equador por sua condição incomum de, mesmo sendo padre, ser jogador de futebol e, principalmente, por ter sido o protagonista da façanha mais memorável da história do Barcelona Sporting Club, que ficou conhecida como A Façanha de La Plata, gravando seu nome na história deste clube e na do futebol equatoriano. Por conta deste episódio, ganhou a alcunha de "El Padre de los Botines Benditos" (O padre das chuteiras benditas).

## Biografia
Basurco nasceu na cidade costeira de Mutriku. Na juventude, como muitos jovens bascos da época, sentiu que sua vocação era sacerdotal. Assim, estudou para ser padre. Um grande fã de futebol durante seus anos no seminário, ele continuou jogando futebol como amador no time CD Motrico, clube da Terceira Divisão Espanhola. Com esta equipe, ele se destacou na Copa Generalísimo de 1969, e por isso recebeu uma oferta para se juntar à equipe da Real Sociedad, mas como ele havia terminado seus estudos em teologia e se consagrado como sacerdote, decidiu sair como missionário na América Latina. Seu primeiro destino como padre foi a paróquia de San Camilo de Quevedo, na província de Los Ríos, no Equador, onde assumiu a igreja de San Cristóbal em 1969.
No Equador, ele continuou praticando seu amor pelo futebol e começou a jogar no time local do Club Deportivo San Camilo, e logo se espalhou a notícia da existência de um jovem padre basco com grandes qualidades de atacante. Assim, em 1970, ele foi obrigado a jogar na Liga Deportiva Universitaria de Portoviejo, na Serie A do Equador, tornando-se um jogador profissional. Basurco teve que pedir permissão às autoridades eclesiásticas e combinar sua atuação como jogador de futebol com seus deveres paroquiais, sempre priorizando o último. Suas ótimas atuações no time de Portoviejo fizeram com que um dos grandes nomes do futebol equatoriano prestasse atenção nele, e assim ele assinou em 1971 o Barcelona Sporting Club.
A transferência para Guayaquil significou negligenciar mais seu trabalho pastoral, mas permitiu que ele dedicasse seu perfil como jogador profissional de futebol aos filhos pobres de sua paróquia. Foi em 29 de abril de 1971, quando o Barcelona enfrentou o Estudiantes de La Plata na Copa Libertadores. O Barcelona, graças a um gol de Basurco no passe de Alberto Spencer, venceu os Alunos em uma vitória que foi comemorada como um grande sucesso por Barcelona de Guayaquil e, em geral, pelos torcedores equatorianos, pelo que isso significava para uma equipe de de um futebol modesto como o equatoriano a prevalecer sobre o então considerado melhor clube do mundo. A vitória ficou conhecida como A Façanha de La Plata e Basurco, apelidado de "O padre das chuteiras benditas", ocupando um lugar na história do Barcelona de Guayaquil.
Basurco não terminou a temporada quando voltou para sua paróquia em San Cristóbal e terminou a temporada jogando com a Liga Deportiva Universitária de Portoviejo, uma equipe na qual, devido à proximidade, ele pôde combinar parcialmente seu trabalho como padre e jogador de futebol. No entanto, no final do ano, ele decidiu deixar o futebol e se dedicar exclusivamente ao sacerdócio.
Alguns anos depois, Basurco retornou à Espanha, onde se secularizou, abandonando o sacerdócio. Basurco se estabeleceu em sua cidade natal, Guipúzcoa, casado, teve dois filhos e se dedicou por anos a ensinar nas cidades de San Sebastián e Fuenterrabía. Mais tarde ele se aposentou.
Em 1996, ele recebeu um convite do Equador para participar das comemorações do 25º aniversário dA Façanha de La Plata

## Morte
Basurco faleceu em 20 de março de 2014, em San Sebastián, na Espanha.

## Conquistas
Barcelona de Guayaquil
- Campeonato Equatoriano: 1971